# 青木脩
青木 脩（あおき おさむ、1925年1月3日 - 2004年10月9日）は、日本の会計学者。経済学博士（論文博士・1978年）（学位論文「フランス会計制度論 付加価値会計制度の確立過程」）。愛知大学教授、名古屋工業大学教授、中京大学教授を歴任。名古屋工業大学名誉教授。

## 略歴
愛知県岡崎市生まれ。東京大学経済学部商業学科卒。1978年「フランス会計制度論 付加価値会計制度の確立過程」で経済学博士。名城大学講師、愛知大学助教授、教授、名古屋工業大学教授、1989年定年退官、名誉教授、中京大学教授。

## 著書
- 『フランス会計学』実務会計社 1965
- 『原価計算総論』実務会計社 1967
- 『付加価値会計論』中央経済社 1973
- 『フランス会計制度論 付加価値会計制度の確立過程の研究』森山書店 1977
- 『原価分析』税務経理協会 経営分析シリーズ　1978
- 『現代の財務諸表』有斐閣 1981
- 『時価主義会計』中央経済社 現代会計学選集　1982

### 共編著
- 『簿記要論』野本悌之助共著 碩学書房 1954
- 『簿記学総論』野本悌之助共著 税務経理協会 1964
- 『実践財務諸表論』児玉篤尚共著 同文館出版 1971
- 『付加価値会計』後藤幸男,山上達人共編 中央経済社 1977
- 『企業付加価値会計』小川洌、山上達人共編 有斐閣双書　1981
- 『現代の財務分析』飯田修三、山上達人共編 有斐閣 1983
- 『社会発展と会計情報 変貌する企業環境への会計的アプローチ』木下照岳,小川洌共編著 中央経済社 1993

## 論文
- <青木修